# Filtre de ponderació

Un filtre de ponderació s'utilitza per emfatitzar o suprimir alguns aspectes d'un fenomen en comparació amb d'altres, amb finalitats de mesura o altres.

## Aplicacions d'àudio
En cada camp de mesura d'àudio, s'utilitzen unitats especials per indicar una mesura ponderada en contraposició a una mesura física bàsica del nivell d'energia. Per al so, la unitat és el fon (nivell equivalent a 1 kHz).

### So
El so té tres components bàsics: la longitud d'ona, la freqüència i la velocitat. En la mesura del so, mesurem la intensitat del so en decibels (dB). Els decibels són logarítmics amb 0 dB com a referència.  També hi ha una gamma de freqüències que poden tenir els sons. La freqüència és el nombre de vegades que una ona sinusoidal es repeteix en un segon.  Els sistemes auditius normals solen sentir entre 20 i 20.000 Hz.  Quan mesurem el so, l'instrument de mesura pren el senyal auditiu entrant i l'analitza per determinar aquestes diferents característiques. Els filtres de ponderació d'aquests instruments filtren certes freqüències i nivells de decibels en funció del filtre. Els filtres ponderats s'assemblen molt a l'oïda humana natural. Això permet que el sonòmetre determini quin nivell de decibels tindria el so entrant per al sistema auditiu d'un humà amb oïda normal.

### Mesures de sonoritat
En la mesura de la sonoritat, per exemple, s'utilitza habitualment un filtre de ponderació A per emfatitzar freqüències al voltant de 3–6. kHz on l'oïda humana és més sensible, mentre que s'atenuen les freqüències molt altes i molt baixes a les quals l'oïda és insensible. L'objectiu és assegurar-se que la sonoritat mesurada es correspongui bé amb la sonoritat percebuda subjectivament. La ponderació A només és realment vàlida per a sons relativament suaus i per a tons purs, ja que es basa en el contorn de sonoritat igual de Fletcher-Munson de 40 fons.  Les corbes B i C estaven pensades per a sons més forts (tot i que s'utilitzen menys), mentre que la corba D s'utilitza per avaluar el soroll fort d'aeronaus (IEC 537). Les corbes B filtren més nivells de sonoritat mitjans en comparació amb les corbes A.  Aquesta corba ja rarament s'utilitza en l'avaluació o el seguiment dels nivells de soroll.  Les corbes C difereixen tant de la A com de la B en el fet que filtren menys les freqüències més baixes i més altes.  El filtre té una forma molt més plana i s'utilitza en la mesura del so en entorns especialment sorollosos.  Les corbes ponderades A segueixen una corba de 40 fones mentre que les corbes ponderades C segueixen una corba de 100 fones.  Les tres corbes no difereixen en la mesura dels nivells d'exposició, sinó en les freqüències mesurades. Una corba ponderada permet més freqüències iguals o inferiors a 500 Hz a través, que és el més representatiu de l'oïda humana.

### Mesures de sonoritat amb filtres de ponderació
Hi ha diverses raons per mesurar el so. Això inclou el compliment de les normatives per protegir l'oïda dels treballadors, el compliment de les ordenances sobre el soroll, en telecomunicacions i moltes més. A la base de la mesura del so hi ha la idea de descompondre un senyal entrant en funció de les seves diferents propietats. Cada ona sinusoidal entrant té una freqüència i una amplitud. Amb aquesta informació, es pot deduir un nivell sonor a partir de les sumes d'arrels quadrades de les amplituds de tota la informació auditiva entrant.  Tant si s'utilitza un sonòmetre com un dosímetre de soroll, el processament és una mica similar. Amb un sonòmetre calibrat, el micròfon captarà els sons entrants i els circuits electrònics interns els mesuraran.  La mesura del so que emet el dispositiu es pot filtrar mitjançant una corba de ponderació A, B o C. La corba utilitzada tindrà lleugers efectes sobre el nivell de decibels resultant.

### Telecomunicacions
En el camp de les telecomunicacions, els filtres de ponderació s'utilitzen àmpliament en la mesura del soroll elèctric en circuits telefònics i en l'avaluació del soroll percebut a través de la resposta acústica de diferents tipus d'instruments (auriculars). Han existit altres corbes de ponderació de soroll, per exemple, les normes DIN. El terme ponderació psomomètrica, tot i que es refereix en principi a qualsevol corba de ponderació destinada a la mesura del soroll, sovint s'utilitza per referir-se a una corba de ponderació particular, utilitzada en telefonia per a circuits de veu de banda estreta.

### Mesurament del soroll ambiental
Els decibels amb ponderació A s'abrevien com a dB(A) o dBA. Quan es fan servir mesures acústiques (micròfon calibrat), les unitats utilitzades seran dB SPL (nivell de pressió sonora) referenciat a 20 micropascals = 0. dB SPL.
La corba de ponderació A s'ha adoptat àmpliament per a la mesura del soroll ambiental i és estàndard en molts sonòmetres (vegeu la ponderació de la norma UIT-R 468 per a una explicació més detallada).
La ponderació A també s'utilitza habitualment per avaluar els possibles danys auditius causats pel soroll fort, tot i que això sembla basar-se en la disponibilitat generalitzada de sonòmetres que incorporen la ponderació A en lloc de fer-ho en cap evidència experimental sòlida que suggereixi que aquest ús sigui vàlid. La distància del micròfon de mesura a una font de so sovint s'"oblida" quan es citen mesures SPL, fent que les dades siguin inútils. En el cas del soroll ambiental o d'aeronaus, no cal indicar la distància, ja que el que cal és el nivell en el punt de mesura, però quan es mesuren refrigeradors i aparells similars, s'ha d'indicar la distància; quan no s'indica, normalment és d'un metre (1 m). Una complicació addicional aquí és l'efecte d'una sala reverberant, i per tant el mesurament del soroll en aparells hauria d'indicar "a 1 m en un camp obert" o "a 1 m en una cambra anecoica ". Les mesures fetes a l'aire lliure s'aproximaran bé a les condicions anecoiques.
Les mesures de SPL ponderades amb A del nivell de soroll es troben cada cop més a la documentació de vendes d'electrodomèstics com ara neveres i congeladors, i ventiladors d'ordinador. Tot i que el llindar d'audició sol ser al voltant de 0 dB SPL, de fet és molt silenciós, i és més probable que els electrodomèstics tinguin nivells de soroll de 30 a 40 dB SPL.

### Equips de reproducció i radiodifusió d'àudio

Sensibilitat humana al soroll a la regió de 6 kHz es va fer particularment evident a finals de la dècada de 1960 amb la introducció dels gravadors de casset compactes i la reducció de soroll Dolby-B. Es va trobar que les mesures de soroll ponderats amb A donaven resultats enganyosos perquè no donaven prou importància al 6 regió de kHz on la reducció de soroll tenia el major efecte, i de vegades un equip fins i tot mesurava pitjor que un altre i, tanmateix, sonava millor, a causa del contingut espectral diferent.
Per tant, la ponderació de soroll de la UIT-R 468 es va desenvolupar per reflectir amb més precisió la intensitat subjectiva de tots els tipus de soroll, a diferència dels tons. Aquesta corba, que va sorgir del treball realitzat pel Departament de Recerca de la BBC, va ser estandarditzada pel CCIR i posteriorment adoptada per molts altres organismes de normalització (IEC, BSI/) i, A 2006 , és mantingut per la UIT. Les mesures de soroll que utilitzen aquesta ponderació normalment també utilitzen una llei de detector de quasi-pics en lloc d'una mitjana lenta. Això també ajuda a quantificar l'audibilitat del soroll de ràfegues, els tic-tacs i els espetecs que podrien passar desapercebuts amb una mesura rms lenta.
Tot i que el nivell de soroll dels sistemes d'àudio de 16 bits (com ara els reproductors de CD) es cita habitualment (sobre la base de càlculs que no tenen en compte l'efecte subjectiu) com a −96 dB relatiu a FS (escala completa), els millors resultats ponderats amb 468 es troben a la regió de −68 dB relatiu al nivell d'alineació (definit habitualment com a 18 dB per sota de FS) és a dir, −86 dB relatiu a FS.
L'ús de corbes de ponderació no s'ha de considerar de cap manera com a "trampa", sempre que s'utilitzi la corba adequada. No s'amaga res rellevant, i fins i tot quan, per exemple, el brunzit és present a 50 o 100 Hz a un nivell per sobre del soroll de fons (ponderat) citat, això no té importància perquè les nostres orelles són molt insensibles a les baixes freqüències a nivells baixos, de manera que no es sentirà. La ponderació A s'utilitza sovint per comparar i qualificar els ADC, per exemple, perquè representa amb més precisió la manera com la configuració del soroll amaga el soroll de tremolació en el rang d'ultrasons.